# St. Bernhard (Speyer)

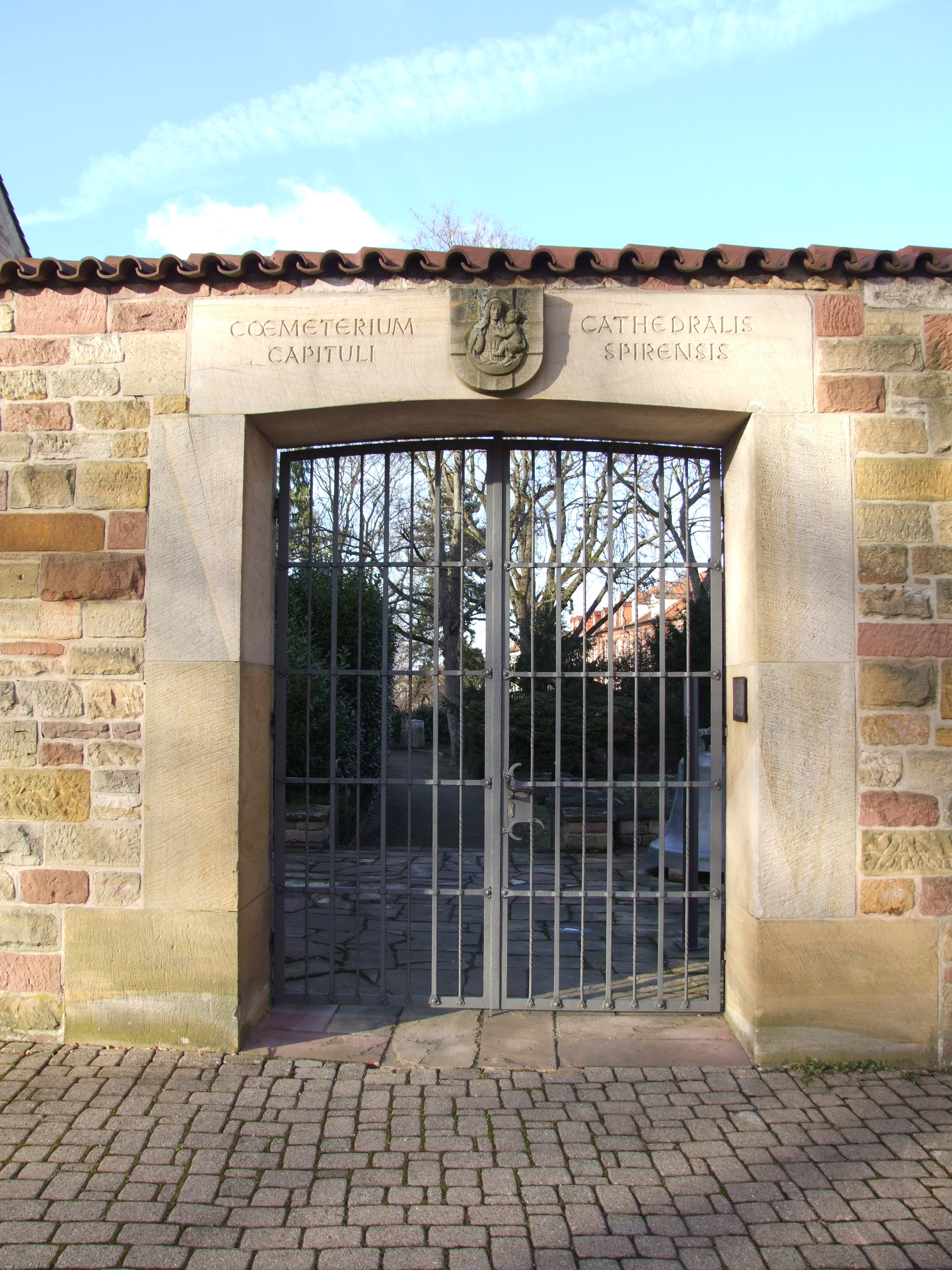
Eingang zum Friedhof des Domkapitels Speyer

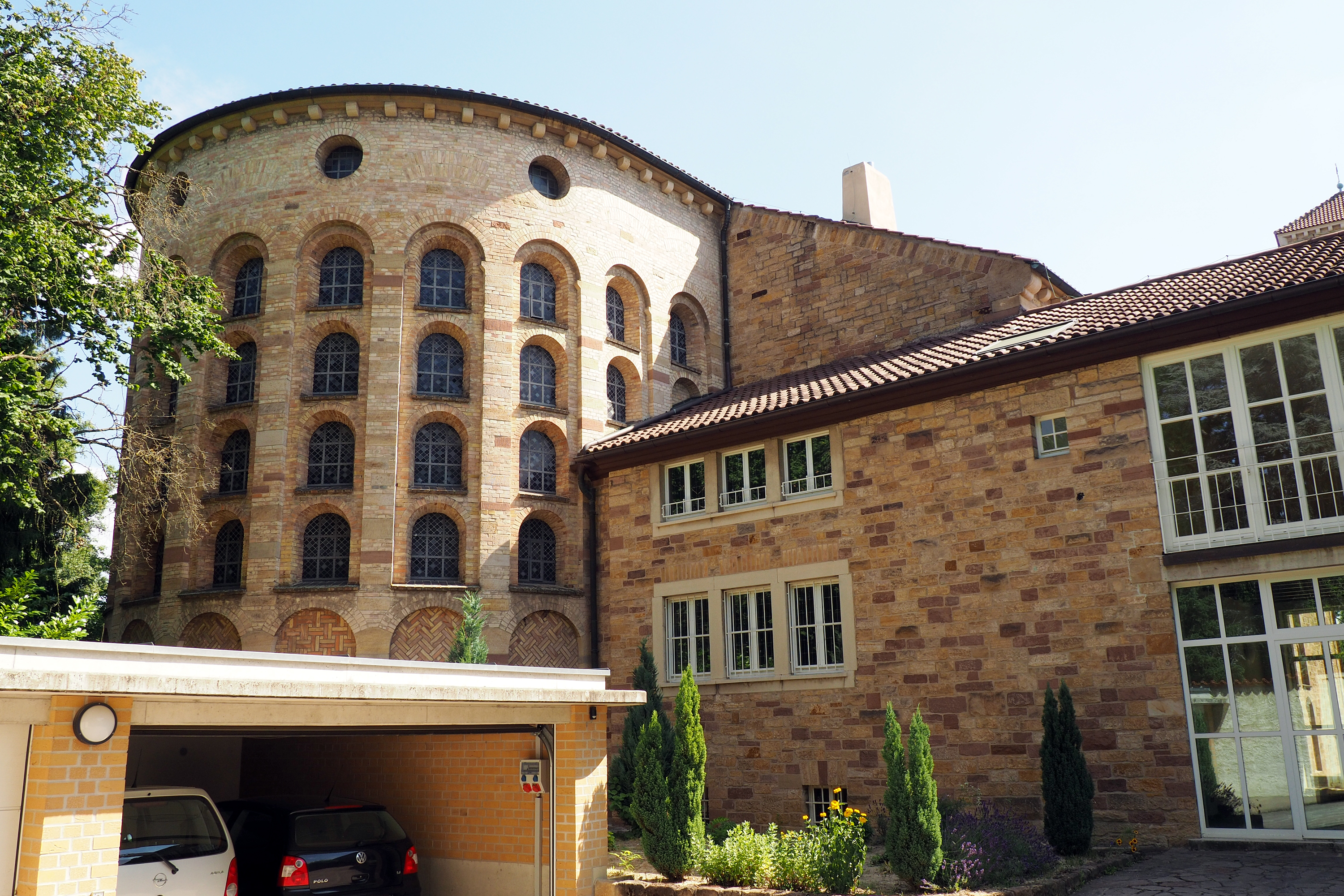
Westende der Kirche mit angebautem Pfarrhaus, heute Niederlassung der Spiritaner

Die katholische Friedenskirche St. Bernhard in Speyer, oft auch Bernhardskirche genannt, wurde in den Jahren 1953 bis 1954 erbaut und unter Anwesenheit französischer und deutscher Bischöfe als Friedenskirche als Symbol der Aussöhnung zwischen Deutschland und Frankreich geweiht.
Errichtet wurde die inzwischen unter Denkmalschutz stehende Friedenskirche auf einem Teilgelände im Südosten des Alten Friedhofes Speyer an der Straße Hirschgraben 3.

## Geschichte
Im Jahr 1952 beriet sich das Speyerer Domkapitel über Feiern zum 800. Todestag des Heiligen Bernhard von Clairvaux, der an Weihnachten des Jahres 1146 im Speyerer Dom zum Kreuzzug aufrief. Es kristallisierte sich bald die Idee einer Pfarrkirche heraus, die als Friedenskirche der Völkerverständigung dienen sollte. Gleichzeitig war diese Kirche auch als Begräbniskirche des Domkapitels gedacht. Der Friedhof des Domkapitels liegt nördlich der Kirche.

### Die katholische Friedensbewegung Pax Christi
Die Friedenskirche, insbesondere auch deren Pax-Christi-Kapelle in der Krypta der Kirche, ist ein spirituelles Zentrum der von französischen Katholiken noch vor Ende des im Zweiten Weltkrieg gegründeten auf Frieden und Versöhnung mit Deutschland zielenden Friedensbewegung Pax Christi. Diese wurde nach dem Krieg zu einem französisch-deutschen Zentrum der Versöhnung zwischen beiden Völkern und entwickelte sich sehr bald zu einer internationalen Friedensbewegung weiter.
Die Namen und Wappen von 42 Ländern, in denen sich bis 1944 Menschen in Sektionen der Pax-Christi-Bewegung angeschlossen hatten, sind in Strichzeichnungen auf den beiden Mittelsäulen der Krypta zu sehen. Die Wandreliefs sind ebenso wie die 14 Kreuzwegstationen in der Kirche die ersten religiösen Kunstwerke des bekannten Speyrer Malers Günther Zeuner.
In kleinen Wandnischen sollen außerdem Steine aus anderen Erdteilen die Sehnsucht nach einem friedlichen Zusammenleben der Völkergemeinschaft symbolisieren. In der Kirche wird auch Erde von Schlachtfeldern der beiden Weltkriege als Mahnung und Gedenken an die Opfer aufbewahrt.
Die Hälfte der Bausumme wurde durch Sammlungen bei französischen Katholiken aufgebracht.
Am 23. August 1953 legte der Apostolische Nuntius Aloysius Muench, in Anwesenheit des deutschen Bundeskanzlers Konrad Adenauer, des deutschen Außenministers Heinrich von Brentano, des französischen Außenministers Robert Schumann, des französischen Hohen Kommissars und Botschafters André François-Poncet und des Ministerpräsidenten von Rheinland-Pfalz Peter Altmeier den Grundstein. Geweiht wurde die Kirche am 26. September 1954 von Kardinal Joseph Wendel zusammen mit weiteren deutschen und französischen Bischöfen, und zwar Albert Stohr (Mainz), Joseph-Jean Heintz (Metz), Jean-Julien Weber (Straßburg) und Isidor Markus Emanuel (Speyer).

### Die Pfarrei St. Bernhard
St. Bernhard war bis ca. 1982 eine eigenständige Pfarrgemeinde. Als der letzte Pfarrer, Roland Muy, der die Pfarrei viele Jahre lang geleitet hatte, aus persönlichen Gründen aus dem Kirchendienst ausschied, wurde die Pfarrei aufgelöst. Die Gläubigen wurden, je nachdem wo sie wohnten, auf die umliegenden Pfarreien (vor allem die Dompfarrei) verteilt. Die Kirche gehörte zur Dompfarrei und wurde regelmäßig für die Hauptgottesdienste der Dompfarrei benutzt.

### Pfarrei Pax Christi
Seit der Zusammenfassung der fünf Speyrer Pfarreien am 1. Januar 2016 zur Pfarrei Pax Christi gehören die Friedenskirche und die ehemaligen Pfarreimitglieder zu dieser.

## Spiritaner
Im ehemaligen Pfarrhaus der Bernhardskirche leben und wirken seit 1991 einige Mitglieder des Ordens der Spiritaner. Dieser Orden hatte auf dem Weidenberg, dem Hügel auf der anderen Seite der Straße Hirschgraben, seit 1922 das 1030 von Kaiser Konrad II. gegründete Stift St. Guido als Missionskonvikt geführt, bis Nachwuchsmangel zur Aufgabe des Stiftes und zum Wechsel ins Pfarrhaus führte. Hierzu findet sich eine ausführliche Darstellung im Abschnitt Hintergrund im Artikel über den Speyrer Spiritaner Maria Joseph Weber.

## Architektur und aktuelle Nutzung für den Gottesdienst

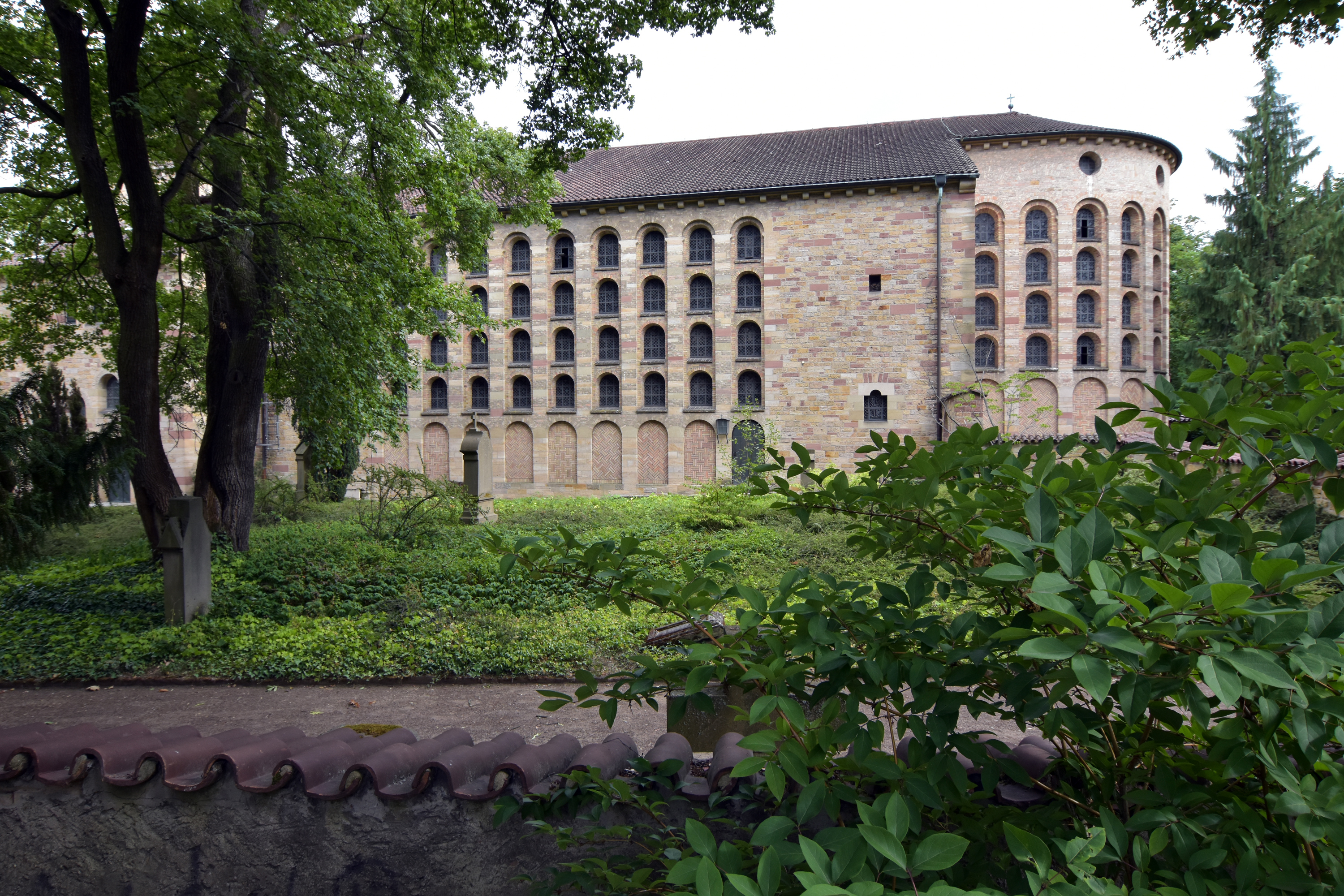
Bernhardskirche von Nordwesten

Planung und Bauleitung lagen in den Händen des Speyerer Architekten Ludwig Ihm. Die für die Architektur des Bauwerks prägende Neubelebung und Verwendung mittelalterlicher und antiker Architekturelemente nimmt Bezug auf die Baureformen des Patrons der Kirche, Bernhard von Clairvaux, der für die sehr schlichten, aber harmonisch gestalteten Formen der Zisterzienserklöster sorgte. Architekt Ludwig Ihm, so wurde geurteilt, sei es gelungen, die historischen Formelemente zu einem neuen, eigenständigen und für die fünfziger Jahre typischen Baustil zu verschmelzen.
Die Kirche hat, was in Deutschland ungewöhnlich ist, einen frei stehenden Glockenturm. In ihm befindet sich ein Raum, der oft für Kindergottesdienst verwendet wird, die Kinderkirche im Turm am Sonntag um 11 Uhr.
Die Mittwochsgottesdienste um 17.00 Uhr sind Eucharistiefeiern für den Frieden.
Der Saalraum wurde im Wechsel von Ziegel und Sandstein errichtet.

## Ausstattung

### Glocken
Im Campanile hängen vier Glocken in der Schlagtonfolge c1-es1-f1-as1. Die große Glocke wiegt 1.680 kg und wurde zusammen mit den beiden kleineren Glocken im Jahre 1954 in der Glockengießerei Hamm/Frankenthal gegossen. Die zweite Glocke (es1) musste nach einem Sprung 1987 in der Karlsruher Glocken- und Kunstgießerei neu gegossen werden. Im offenen Giebeltürmchen auf dem Kirchendach hängt die Totenglocke (Schlagton es2, 1954 v. Hamm); sie ist jedoch derzeit stillgelegt.